# کمدین (اثر هنری)
کمدین (انگلیسی: Comedian) یک اثر هنری از هنرمند ایتالیایی مائوریتزیو کاتلان است که در سال ۲۰۱۹ ارائه شده است. این موز که در سه نسخه ایجاد شده است، یک موز تازه به نظر می‌رسد که با نوارچسب به دیوار چسبانده شده است. به‌عنوان یک اثر هنری مفهومی، دارای گواهی اصالت با جزئیات اشکال و دستورالعمل‌هایی برای نمایش مناسب آن است. دو نسخه از این اثر به قیمت ۱۲۰٬۰۰۰ دلار آمریکا در آرت بازل میامی به فروش رسید و توجه رسانه‌ها را جلب کرد. نسخه سوم به موزه گوگنهایم اهدا شد. دومین نسخه در نوامبر ۲۰۲۴ به قیمت ۶٬۲ میلیون دلار فروخته شد.